# Podganjek
Podganek je naslov slovenske ljudske pripovedi. Izhaja iz Posočja, zapisal pa jo je Josip Kenda. Prvič je izšla leta 1973 kot del zbirke Babica pripoveduje: slovenske ljudske pripovedi, ki jih je zbrala Kristina Brenkova, ilustrirala pa Ančka Gošnik - Godec.

## Analiza pravljice
Glavna književna oseba: 
- Podganek

Stranske književne osebe:
- grof
- služabniki

Književni prostor: 
- nekje po svetu

Književni čas:
- ni določen

Književno dogajanje:
- izdajanje za desetnika

Motiv za dogajanje:
- revščina
- desetništvo
- ukana

Pomembnejši dogodki:
- odhod od doma
- izdajanje za desetnika
- ukana
- dokazovanje desetništva

Pripovedovalec:
- tretjeosebni

### Povzetek vsebine
Podganek se odloči, da bo zaradi revščine zapustil dom in se razglasil za desetnika. Pot ga pripelje do grofa, ki mu obljubi sto zlatnikov, če bo našel prstan njegove žene, ki je izginil. Pove mu še, da sumi, da so ga ukradli služabniki. Podganek se odpravi k služabnikom in zahteva grofičin prstan. S služabniki sklene kupčijo, ki mu prav tako obljubijo sto zlatnikov, če jih ne bo izdal grofu. Prebrisan Podganek se grofu zlaže, da prstana nimajo služabniki, temveč da ga je požrl petelin. Grof ukaže zaklati petelina in v njegovem golžunu so res našli grofičin prstan. Podganek je tako prejel kar dvesto zlatnikov, sto od grofa in sto od služabnikov. Grof pa bi se še zmeraj rad prepričal o Podgankovem desetništvu. Postavi mu dva preizkusa: ugotoviti mora kaj se skriva pod skledo in kaj on skriva v pesti. Pri prvem preizkusu se Podganek skoraj izda, saj reče: »Oj ti Podganek, kam si prišel? O ti ubogi Podganek, kaj ti je storiti?«. Pod skledo se je res skrivala podgana in grof je menil, da tam, kjer je desetnik doma, pravijo podgani podganek. Tudi drugi preizkus je Podganek uspešno prestal. Tako je bil grof res prepričan o njegovem desetništvu.

## Liki
Podganek je ime glavnega književnega junaka. Zaradi revščine se odloči, da bo šel po svetu in se izdajal za desetnika. S svojo prebrisanostjo ukani grofa in služabnike ter tako veliko zasluži. Zdi se obupan in osramočen, ko grof skoraj odkrije njegovo laž.
Grof ne zaupa nikomur, ne svojim služabnikom ne Podganku. Šele po dveh prestalih poskusih mu res verjame, da je desetnik.

## Interpretacija dela
Interpretacija dela po Vladimirju J. Proppu:
Pripovedka se začne z izhodiščno situacijo, kjer se neposredno omeni ime glavnega junaka in njegovo stanje. Lik mlajše generacije (Podganek) se odloči, da bo zapustil dom. Razlog za to je neki manko, in sicer je to revščina. Junaka s prošnjo neposredno nekam napotijo, v iskanje prstana, in mu v zameno za to nekaj obljubijo, sto zlatnikov. Podganek v vlogi iskalca z zvijačo zapolni svoj manko. Zlatnike prejme od grofa in služabnikov, ki jih označimo kot darovalce. Junaku naložijo dva preizkusa in on oba uspešno prestane.

## Motivno-tematske povezave
Motiv desetništva:
- Desetnica
- Josip Jurčič: Deseti brat

Motiv revščine:
- Dvanajst ujcev
- Bogata in uboga sestra
- Denar ne osreči človeka

Motiv ukane:

## Izdaje
- Zbirka Babica pripoveduje: slovenske ljudske pripovedi, Ljubljana, Mladinska knjiga, 1973 (ponatisi: 1980, 1982, 1984, 1987, 1992, 1996, 1998, 1999, 2001, 2005, 2006)
- Babica pripoveduje (zvočni posnetek): slovenske ljudske pripovedi, Ljubljana, Mladinska knjiga, 1998
- Publikacija Ciciban (št. 3, november 2004, str. 24-25)